# Strychnos solimoesana
Strychnos solimoesana är en tvåhjärtbladig växtart som beskrevs av Krukoff.. Strychnos solimoesana ingår i släktet Strychnos och familjen Loganiaceae. Inga underarter finns listade i Catalogue of Life.